# Llenguatge administratiu
El llenguatge administratiu o llenguatge jurídic és un registre lingüístic formal que utilitza l'administració pública en les seues activitats, com són la confecció dels documents administratius, les lleis i la normativa legal diversa i les gestions pròpies de l'administració. Es caracteritza per fer ús de termes cultes, tècnics i unívocs i d'una fraseologia específiques, i en part compartides amb altres llenguatges d'especialitat com el llenguatge jurídic, l'econòmic o l'informàtic, sobre la base de la llengua estàndard.
El lèxic i la fraseologia hereten d'uns usos seculars del llenguatge, de manera que estan plens d'arcaismes que poden resultar estranyes als parlats de la llengua en general. Als arcaismes se suma el lèxic vingut de les tecnologies de la informació.

## Característiques
Les característiques d'aquest registre es defineixen tenint en compte els elements següents:
- Els ciutadans i/o als funcionaris són els comunicants: són persones que no necessàriament es coneixen elles i solament tenen una relació professional.
- El nivell de formalitat presenta variacions segons la situació d'ús. Així, pot anar de "la solemnitat de la concessió d'un doctorat honoris causa a la impersonalitat de la redacció d'un informe o a la tramitació d'un expedient".
- L'assumpte del que tracta la comunicació és "la gestió de l'administració i dels interessos dels ciutadans com a col·lectivitat i individualment, a la qual s'ha d'aplicar el marc legal corresponent".
- El canal de comunicació sol ser l'escrit, siga en paper o en suport informàtic. També el canal comunicatiu pot ser oral.
- La situació d'ús del llenguatge administratiu sol tindre lloc a les dependències administratives.
- Els comunicants poden presentar intencions en una gran diversitat: informar, reivindicar, justificar, argumentar, sol·licitar, felicitar, rectificar, negar, agrair...
- El registre varia segons l'organització (universitat, jutjat, hospital, ambaixada o altres) on es produeix l'acte comunicatiu.